# ナッシュの埋め込み定理
ジョン・フォーブス・ナッシュ (John Forbes Nash) の名に因んだナッシュの埋め込み定理 (英: Nash embedding theorems または 英: embedding theorems)) は、すべてのリーマン多様体はユークリッド空間の中へ等長に埋め込むことができるという定理である。等長とは、すべての道 (path)の長さが保存されることを意味する。例えば、紙のページを引き伸ばしたり破ったりすることなしに折り曲げると、ページのユークリッド空間への等長うめこみになる。ページに描かれた曲線はページが折り曲げられても同じ長さのままであるからだ。
第一の定理は、連続微分可能な（C1 級の）埋め込みに対するものであり、第二の定理は、解析的な埋め込みと、3 ≤ k ≤ ∞ に対して Ck 級の滑らかさを持つ埋め込みに関するものである。これらの 2つの定理は、互いに非常に異なっている。第一の定理は非常に容易に証明でき、非常に反直感的な結果を導くが、一方第二の定理の証明は非常に技巧的であるが結果はそれほど驚くようなものではない。
C1 定理は1954年に、Ck 定理は1956年に出版された。実解析的な定理は最初ナッシュにより1966年に扱われた。彼の議論はGreene & Jacobowitz (1971) により非常に簡素化された。（この結果の局所版は、1920年代にエリ・カルタン (Élie Cartan) とモーリス・ジャネ (Maurice Janet) により証明された。）実解析的な場合は、ナッシュの逆関数の議論における smoothing operator（以下を参照）を、コーシーの評価に取り替えることができる。Ck の場合のナッシュの証明は、後に、h-原理 (h-principle) やナッシュ・モーザーの陰関数定理 (Nash–Moser implicit function theorem) へ拡張された。第二のナッシュの埋め込み定理の簡素化された証明は、Günther (1989) により得られた。彼は非線型偏微分方程式系を楕円系に帰着させ、収縮写像定理が適用できるようにした。

## ナッシュ･クーパーの定理（C1埋め込み定理）
定理 (M, g) をリーマン多様体とし、ƒ: Mm → Rn をユークリッド空間 Rn の中への短い(short) C∞ 級埋め込み（あるいははめ込み）とする。ただし n ≥ m + 1．すると、任意の ε > 0 に対し、埋め込み（あるいははめ込み）ƒε: Mm → Rn であって以下の条件を満たすものが存在する。
(i) C1 級である。
(ii) 等長的である：M の点 x における接空間 TxM の任意の 2つのベクトル v, w に対して、
{\displaystyle g(v,w)=\langle df_{\epsilon }(v),df_{\epsilon }(w)\rangle .}
(iii) ƒ に ε-close である：
任意の x ∈ M に対し、{\displaystyle |f(x)-f_{\varepsilon }(x)|<\varepsilon .}
特に、ホイットニーの埋め込み定理より、任意の m 次元リーマン多様体は、2m 次元ユークリッド空間の任意に小さい近傍の中への等長な C1-埋め込みを持つ。
定理は、元々はジョン・ナッシュにより、n ≥ m+1 ではなく n ≥ m + 2 という条件のもとで証明され、ニコラス・クーパー(Nicolaas Kuiper)により、比較的容易なトリックを使い一般化された。
定理から直感に反することが多く出る。たとえば、任意の向き付けられた閉リーマン面は、3次元ユークリッド空間の任意に小さいε-球の中へ等長的に C1 級に埋め込むことができる（小さな ε に対し、そのような C2 級埋め込みは存在しない。なぜならば、ガウス曲率の公式により、そのような埋め込みの extremal point における曲率は ε−2 以上となるからである）。また、R3 の中への双曲平面の C1 等長埋め込みが存在する。

## Ck埋め込み定理
ナッシュの原論文に現れている技術的ステートメントは次のとおりである。M を与えられた m 次元リーマン多様体（解析的、もしくは、Ck級、3 ≤ k ≤ ∞）とすると、ある数 n（M がコンパクト多様体であれば n ≤ m (3m + 11) / 2, M が非コンパクト多様体であれば n ≤ m (m + 1)(3m + 11) / 2）と、単射関数 ƒ: M → Rn（また解析的もしくは Ck 級）が存在し、以下の条件を満たす。M のすべての点 p に対し、微分 dƒp は、接空間 TpM から Rn への線型写像であるが、これは TpM 上の与えられた内積と Rn の標準内積について次の意味で整合性をもつ。すなわち、TpM のすべてのベクトル u, v に対して
{\displaystyle \langle u,v\rangle =df_{p}(u)\cdot df_{p}(v)}
が成り立つ。これは、偏微分方程式の非決定系である。
ナッシュは、にロバート・ソロヴェイ (Robert M. Solovay) との後の会話 において、非コンパクトな多様体の場合の埋め込む空間の次元の充分な値を導出する元々の議論の誤りについて言及している。
ナッシュの埋め込み定理は、多様体全体が Rn の中へ埋め込まれると意味で、大域的な定理である。局所的な埋め込み定理ははるかに簡単であり、多様体の座標近傍において解析学の陰関数定理を用いて証明できる。大域的な埋め込み定理の証明は、陰関数定理のナッシュによる大きな一般化や、ナッシュ・モーザーの定理や、前提条件を持つニュートン法に依存している。埋め込み問題のナッシュの解法の基本的なアイデアは、上記の偏微分方程式系の解の存在を証明するためにニュートン法を使うことである。標準的なニュートン法をその系に適用すると発散によりうまくいかない。ナッシュは、ニュートンの逐次近似を収束させるために、畳み込みにより定義された smoothing operator を用いる。このテクニックが解をもたらすという事実は、それ自身が存在定理であり独立した興味の対象である。（smoothing operator を導入することなく）ニュートン法を直接使うカントロヴィッチの逐次近似(Kantorovich iteration)と呼ばれるより古い手法もある。